# Hogna sinaia
Hogna sinaia är en spindelart som beskrevs av Roewer 1959. Hogna sinaia ingår i släktet Hogna och familjen vargspindlar.
Artens utbredningsområde är Egypten. Inga underarter finns listade i Catalogue of Life.